# サヨナラからのメッセージ
「サヨナラからのメッセージ 」は、2008年2月6日にリリースされた稲垣潤一45枚目のシングル。規格品番：UICZ-5037。

## 解説
フジテレビ系『奇跡体験!アンビリバボー』2008年1月〜3月期のエンディングテーマ。当時、所属レーベルは既に「ユニバーサル ストラテジック マーケティング ジャパン」に改組されていたが、本作は以前の「USM JAPAN」レーベル標記になっている。

## 内容
1. サヨナラからのメッセージ
  - 作詞:白鳥マイカ、作曲・編曲:本間昭光
2. たったひとりの君へ…
  - 作詞:稲垣潤一、作曲・編曲:本間昭光
3. ロング・バージョン（オリジナル・ヴァージョン）
  - 作詞:湯川れい子、作曲:安部恭弘、編曲:井上鑑
4. サヨナラからのメッセージ (Instrumental)
  - 作詞:白鳥マイカ、作曲・編曲:本間昭光